# Chevresis-Monceau
Chevresis-Monceau – miejscowość i gmina we Francji, w regionie Hauts-de-France, w departamencie Aisne.
Według danych na styczeń 2014 roku gminę zamieszkiwało 367 osób, a gęstość zaludnienia wynosiła 22,1 osób/km².